# Louis Pergaud (Boxer)
Louis Pergaud Ngatchou (* 14. August 1950 in Bangangté) ist ein ehemaliger kamerunischer Boxer im Halbschwer- und Schwergewicht.

## Leben
Pergaud, der in Yaoundé und teils bei seinem Onkel in der Zentralafrikanischen Republik aufwuchs, wurde kamerunischer Amateurboxmeister und gewann im September 1971 das vorolympische Boxturnier von München, im Finale der Gewichtsklasse bis 71 Kilogramm bezwang er den bundesdeutschen Boxer Gunnar Münchow. Pergaud nahm dann zwar nicht an den Olympischen Spielen im Folgejahr teil, gehörte aber zum Aufgebot für die Olympischen Spiele 1976, die die kamerunische Mannschaft nach wenigen Tagen jedoch aus Protest gegen die Teilnahme Neuseelands verließ.
Pergaud, der ab 1972 in der Bundesrepublik Deutschland lebte, in der Bundesliga boxte und gleichzeitig in Wuppertal Elektrotechnik studierte, wechselte ins Profilager und gab Ende Januar 1977 in Bremen sein Debüt, als er Klaus-Peter Tombers durch K. o. in der dritten Runde bezwang. Anschließend bemerkte das Hamburger Abendblatt, dass Pergaud ein Name sei, den man sich merken müsse und dass Bremen vielleicht „den Hauptkämpfer von morgen“ erlebt habe. Der Kameruner wurde von Ulrich Resties trainiert und arbeitete mit Manager Wilfrid Schulz zusammen. Nach Pergauds Sieg über Tom Bethea Ende September 1977 in Hamburg titelte das Hamburger Abendblatt: „Das deutsche Profiboxen hat einen neuen Star“. Da er bereits seit fünf Jahren in Deutschland lebe, könne man Pergaud getrost eingemeinden, schrieb das Blatt. Als der Kameruner in Kiel den Weltranglistensechsten Lonnie Bennett durch technischen K. o. in der sechsten Runde bezwang, bescheinigte das Hamburger Abendblatt ihm Weltklasse. Sein Manager Schulz urteilte anschließend, Pergaud brauche „Klassegegner, er wird sonst leicht überheblich“.
Ende Dezember 1978 kämpfte Pergaud in Bamako gegen Ba Sounkalo um den Titel des Afrikameisters im Halbschwergewicht. In seinem ersten Profikampf außerhalb Deutschlands unterlag der Kameruner und musste damit seine erste Niederlage einstecken. Den Malier Sounkalo hatte er im Frühjahr 1978 in Essen noch nach Punkten besiegt. Im Mai 1980 unterlag Pergeaud dem US-Amerikaner Matthew Saad Muhammad im kanadischen Halifax im Kampf um den Weltmeistertitel im Halbschwergewicht nach Version des WBC. Im September 1981 erhielt der Kameruner zum zweiten Mal die Möglichkeit, um die Afrikameisterschaft im Halbschwergewicht zu boxen, verlor aber abermals, er musste sich in Lusaka dem Sambier Lottie Mwale geschlagen geben. Pergaud beendete seine Profikarriere im April 1987 mit einem Kampf in Düsseldorf. Der Kameruner arbeitete als Ingenieur für Elektrotechnik und war für den Siemens-Konzern in mehreren Ländern, darunter China, Kanada, Südafrika sowie den Vereinigten Staaten, tätig.